# Municipio de Alex
El municipio de Alex (en inglés: Alex Township) es un municipio ubicado en el condado de McKenzie en el estado estadounidense de Dakota del Norte. En el año 2010 tenía una población de 58 habitantes y una densidad poblacional de 0,65 personas por km².

## Geografía
El municipio de Alex se encuentra ubicado en las coordenadas 47°48′2″N 103°35′40″O / 47.80056, -103.59444. Según la Oficina del Censo de los Estados Unidos, el municipio tiene una superficie total de 89.33 km², de la cual 89,23 km² corresponden a tierra firme y (0,1 %) 0,09 km² es agua.

## Demografía
Según el censo de 2010, había 58 personas residiendo en el municipio de Alex. La densidad de población era de 0,65 hab./km². De los 58 habitantes, el municipio de Alex estaba compuesto por el 91,38 % blancos, el 3,45 % eran amerindios, el 5,17 % eran de otras razas. Del total de la población el 5,17 % eran hispanos o latinos de cualquier raza.